# Herbert Blaché
Herbert Blaché, nascut Herbert Reginald Gaston Blaché-Bolton (Londres, 5 d'octubre de 1882 – Santa Monica, Estats Units, 23 d'octubre de 1953) va ser un director, productor i guionista de cinema estatunidenc d'origen britànic, nascut de pare francès. Va dirigir més de 50 pel·lícules entre 1912 i 1929.
Blaché va néixer a Londres, Anglaterra. El seu pare era un barreter francès originari de Mont-de-Marsan, mentre que la seva mare era una actriu anglesa, Elizabeth Bolton. El 1907 es va casar amb la pionera del cinema Alice Guy, cap de producció de la Gaumont francesa. El seu matrimoni va significar que Alice va haver de renunciar al seu càrrec amb Gaumont. Buscant nous inicis, la parella va emigrar a Nova York on Herbert aviat va ser nomenat director de producció de les operacions de Gaumont als Estats Units. Els dos es van establir pel seu compte el 1910, associant-se amb George A. Magie en la formació de The Solax Company, l'estudi pre-Hollywood més gran d'Amèrica. Amb instal·lacions de producció per a la seva nova empresa a Flushing (Nova York), Herbert va exercir com a director de producció i també com a director de fotografia i Alice. va treballar com a director artístic, dirigint molts de les seves estrenes. Al cap de dos anys van tenir tant d'èxit que van poder invertir més de 100.000 dòlars en instal·lacions de producció noves i tecnològicament avançades a Fort Lee, Nova Jersey, on s'hi trobaven molts dels primers estudis de cinema de la primera indústria cinematogràfica estatunidenca a principis del segle xx.
Per centrar-se en l'escriptura i la direcció, l'any 1914 Alice va convertir el seu marit en el president de Solax. Poc després d'haver ocupat el càrrec, Herbert va fundar la seva pròpia companyia cinematogràfica. Durant els anys següents, la parella va mantenir una associació personal i empresarial, treballant junts en molts projectes, però amb la decadència de la indústria cinematogràfica de la Costa Est a favor d'una indústria a Holliwood, més hospitalària climàticament i menys costosa, la seva relació també va acabar. El 1918, Herbert Blaché va deixar la seva dona i els seus fills per seguir una carrera a Hollywood amb una de les seves actrius. El 1922 es van divorciar oficialment, el que va fer que Alice subhastés el seu estudi de cinema mentre reclamava fallida. Va tornar a França el mateix any. Herbert va dirigir la seva darrera pel·lícula el 1929.
El 1951, durant les seves al·legaciones majoritàriament infundades de temors a la subversió comunista generalitzada pel senador Joseph McCarthy, Blaché i la seva dona estaven entre les figures de Hollywood enumerades per l'escriptor de cinema Richard J. Collins com a persones que havien estat membres del Partit Comunista. Blaché va morir a Santa Monica, Califòrnia.

## Filmografia

### Com a director
- 1912 : Robin Hood
- 1913 : The Fight for Millions
- 1913 : A Prisoner in the Harem
- 1913 : The Star of India
- 1914 : Hook and Hand
- 1914 : Fighting Death
- 1914 : The Million Dollar Robbery
- 1914 : The Chimes
- 1914 : The Mystery of Edwin Drood
- 1914 : The Temptations of Satan
- 1914 : The Burglar and the Lady
- 1915 : The Shooting of Dan McGrew
- 1915 : Her Own Way
- 1915 : Greater Love Hath No Man
- 1915 : The Song of the Wage Slave
- 1915 : Barbara Frietchie
- 1916 : The Girl with the Green Eyes
- 1916 : A Woman's Fight
- 1917 : A Man and the Woman
- 1917 : The Auction of Virtue
- 1917 : The Peddler
- 1917 : Think It Over
- 1918 : Loaded Dice
- 1918 : A Man's World
- 1918 : The Silent Woman
- 1919 : The Divorcee
- 1919 : Satan Junior
- 1919 : The Parisian Tigress
- 1919 : Fools and Their Money
- 1919 : The Uplifters (The Uplifters)
- 1919 : The Man Who Stayed at Home
- 1919 : The Brat
- 1920 : Stronger Than Death
- 1920 : The Walk-Offs
- 1920 : Tarnished Reputations
- 1920 : The Hope
- 1920 : The Saphead
- 1920 : The New York Idea
- 1921 : The Bashful Suitor
- 1921 : Out of the Chorus
- 1921 : The Beggar Maid
- 1922 : The Young Painter
- 1922 : Hope
- 1923 : Suprême amour (Nobody's Bride)
- 1923 : Fools and Riches
- 1923 : The Untameable
- 1923 : The Wild Party
- 1923 : The Near Lady
- 1924 : High Speed
- 1924 : Secrets of the Night
- 1925 : Head Winds
- 1925 : The Calgary Stampede
- 1926 : The Mystery Club
- 1928 : Burning the Wind

### Com a productor
- 1912 : Hubby Does the Washing
- 1913 : The Fortune Hunters
- 1914 : A Fight for Freedom; Or, Exiled to Siberia
- 1915 : The Heart of a Painted Woman
- 1915 : The Shooting of Dan McGrew
- 1915 : The Song of the Wage Slave
- 1915 : My Madonna
- 1915 : Barbara Frietchie
- 1915 : The Vampire d'Alice Guy
- 1916 : What Will People Say?
- 1916 : The Ocean Waif

### Com a guionista
- 1913 : Kelly from the Emerald Isle
- 1915 : The Song of the Wage Slave
- 1917 : Think It Over